# EHC Kloten
Der EHC Kloten (zwischen 2000 und 2016 Kloten Flyers) ist ein Eishockeyverein aus Kloten im Kanton Zürich, dessen Profimannschaft in die EHC Kloten Sport AG ausgelagert ist. Im Jahre 1967 und zwischen 1993 und 1996 wurde der EHC Kloten Schweizer Meister. Von 1962 bis 2018 gehörte der Club ununterbrochen der Nationalliga A bzw. National League an und war somit der dienstälteste Verein in der Schweizer NL, vor Fribourg-Gottéron (Aufstieg 1980) und dem HC Lugano (Aufstieg 1982). In der Saison 2017/18 stieg der EHC Kloten in die Swiss League ab. Seit 2022 spielt der EHC Kloten wieder in der National League. Der Club trägt seine Heimspiele in der Swiss Arena in Kloten aus.

## Geschichte
Der EHC Kloten wurde am 3. Dezember 1934 von sieben Mitgliedern und unter Führung des späteren Ehrenpräsidenten Emil Hegner gegründet. In den ersten Jahren wurden lediglich Freundschaftsspiele bestritten, wobei die Heimspiele auf dem gefrorenen Nägelimoos-Weiher ausgetragen wurden.
Nach einiger Zeit nahm der EHC Kloten an der Meisterschaft teil und musste wie alle neuen Mannschaften in der tiefsten Liga beginnen. 1941 stieg Kloten in die Serie B auf, und fünf Jahre später erfolgte der Aufstieg in die Serie A. Wiederum ein Jahr danach, im Jahr 1947, gelang Kloten als Serie-A-Gruppensieger die Qualifikation zur Nationalliga B, ehe 1962 unter Trainer Georg von Arx die Promotion in die Nationalliga A glückte. Dieser Aufstieg erfolgte allerdings am grünen Tisch, wurde doch in jenem Jahr die NLA von acht auf zehn Mannschaften aufgestockt. Erst 2018 stieg der Club in die zweitklassige SL ab und hielt bis dato mit 56 Jahren ununterbrochener Zugehörigkeit der höchsten Schweizer Spielklasse den Rekord.
1967 wurde unter dem tschechischen Trainer Vladimir Kobera der erste Schweizer Meistertitel gewonnen.
Mit dem Titelgewinn 1996 (dem vierten in Folge) stellte der EHC Kloten einen neuen Playoff-Rekord auf.

### Aufbauarbeit unter Jursinow und Erfolge unter Eldebrink (1998–2010)
Für die Saison 1998/99 wurde der ehemalige russische Eishockeyspieler Wladimir Jursinow als Trainer für die Mannschaft verpflichtet. Neben einer neuen Spielweise förderte er ebenfalls den Nachwuchs stark. Obwohl er mit dieser neuen Strategie auf viel Unterstützung und Sympathie stiess, blieb der grosse Erfolg aus. Unter seiner Regie mussten die Kloten Flyers in der Saison 2003/04 zum ersten Mal in der Vereinsgeschichte in die Playouts. Auch in der folgenden Playout-Saison 2004/05 gelang es den Flyers, den Abstieg in die NLB klar abzuwenden.

Logo bis zur Saison 2008/09

Logo zwischen 2009 und 2012

Im Oktober 2004 wurde Wladimir Jursinow schliesslich als Trainer abgelöst. Er blieb jedoch bis Ende Saison als Nachwuchs-Förderer beim EHC Kloten. Nachfolger von Jursinow wurden der ehemalige EHC-Kloten-Verteidiger Anders Eldebrink als Trainer sowie das Klotener Urgestein Felix Hollenstein als Assistenztrainer. Das neue Duo brachte die Flyers wieder auf Erfolgskurs.
In der Saison 2008/09 standen die Kloten Flyers im Playoff-Final, welchen sie knapp in sieben Spielen gegen den HC Davos verloren. Zuvor hatten sie die Qualifikation auf dem dritten Rang beendet und im Playoff-Viertelfinal den HC Genève-Servette mit 4:0-Siegen und danach den EV Zug ebenfalls mit 4:0-Siegen besiegt.
Nachdem die Flyers in der Saison 2009/10 mit einem 0:4 gegen den SC Bern im Halbfinal gescheitert waren, wurden Frédéric Rothen, Michel Zeiter und Yves Müller entlassen. Es wurde auch angekündigt, dass zwei der sechs bei Kloten unter Vertrag stehenden Ausländer ausgemustert würden. Diese Massnahmen stiessen auf heftige Kritik.
Zu Beginn der Saison 2010/11 stellten die Kloten Flyers einen neuen Ligarekord in der Playoff-Ära (seit 1985) mit acht Startsiegen auf und übertrafen damit ihren vormaligen Rekord mit sieben Siegen im Saisonstart von 1992.
Zur Sicherung künftiger Erfolge unterhält der Club eine aufwendige Nachwuchsabteilung, die zu den besten in der Schweiz zählt. Es besteht eine partnerschaftliche Zusammenarbeit mit den Eishockeyclubs von Bülach, Dielsdorf-Niederhasli und dem EHC Winterthur. Ein Erfolg dieser Förderung sind die Elite-Junioren, die seit Einführung der Elite-Liga in der Saison 1959/60 nicht weniger als 19 Schweizer Meistertitel eroberten, zuletzt in der Saison 2005/06.

### «Beinahe»-Konkurs und Rettung 2012
Im Frühjahr 2012 trat der designierte Präsident und baldige Mehrheitsaktionär der Kloten Flyers, Adrian Fetscherin, wieder zurück. Er warf dem Präsidenten Jürg Bircher vor, ihm den tatsächlichen finanziellen Zustand der Kloten Flyers verschwiegen zu haben.
In der Folge kamen vermehrt beunruhigende Neuigkeiten zur finanziellen Lage der Kloten Flyers ans Licht. Als im Monat April die Spielerlöhne nicht mehr bezahlt werden konnten, wurde der Öffentlichkeit die missliche Lage des Clubs bewusst. In der Zwischenzeit wurde eine Arbeitsgruppe um Peter Bossert mit dem Ziel gegründet, den Club zu retten. Als Jürg Bircher schliesslich seinen Rücktritt bekannt gab, war der Weg für eine Sanierung frei. In der Clubkasse fehlten jedoch mittlerweile rund 10 Millionen Schweizer Franken. Eine Sammelaktion unter Fans und Spielern und die Zusage von je 500'000 Franken von der Priora Gruppe und dem Flughafen Zürich konnten das Loch in der Clubkasse jedoch nicht vollständig stopfen. Erst durch den Einstieg des damaligen Liga-Chefs Philippe Gaydoul und seines Freundes Thomas Matter konnte der Konkurs im letzten Moment abgewendet werden. Zusätzlich gab der Kanton Zürich bekannt, dass man dem Club einen Teil der Steuerschulden erlasse, da der Steuerausfall infolge eines Konkurses wesentlich grösser wäre.
Aus finanziellen Gründen einigten sich die Zürcher Unterländer mit Cheftrainer Eldebrink auf eine Vertragsauflösung. Philippe Gaydoul setzte als neuen Geschäftsführer Wolfgang Schickli ein, der in den nächsten Wochen Lohn- und Spielerverhandlungen durchführen sollte. Diesem Prozedere fiel Felix Hollenstein zum Opfer, der bis dahin als künftiger Cheftrainer gehandelt wurde. Stattdessen wurden im Sommer 2012 der Tscheche Tomáš Tamfal (vorher Juniorentrainer) und Assistenztrainer Frédéric Rothen engagiert. Auch wurde im Zuge dieser Neugestaltung das Logo ein weiteres Mal geändert.
Die Saison 2012/13 startete besser als erwartet. Als das Team jedoch, geplagt von Verletzungen, in akute Playout-Gefahr geriet, wurde die Kritik an Trainer Tamfal immer grösser. Kurz vor Ende der Qualifikation holte die Clubleitung Felix Hollenstein als Trainer zurück. Trotz allem musste man ein zweites Mal die Playouts bestreiten. Mit einem 4:2 nach Spielen konnte man gegen die SCL Tigers jedoch den Ligaerhalt schaffen.
In der Saison 2013/14 wurde die Qualifikation als Tabellendritter abgeschlossen, in den folgenden Playoffs kam man bis in den Final, wo man den ZSC Lions deutlich unterlag (0:4-Siege).

### Verkauf an ASE und Rückkehr zum EHC Kloten
Auf dem achten Tabellenrang stehend, trennten sich die Flughafenstädter im Dezember 2014 von ihrem Trainer Felix Hollenstein. Der Kanadier Sean Simpson übernahm das Ruder als Trainer und Sportchef.
Im April 2015 verkaufte der bisherige Clubbesitzer Gaydoul seine Beteiligung an der EHC Kloten Sport AG an die Avenir Sports Entertainment LLC (ASE) des kanadischen Unternehmers William M. «Bill» Gallacher. Gallacher installierte als neuen Mehrheitsaktionär der EHC Kloten Sport AG mit Doug Piper, Ken Stickney und Bob Strumm drei weitere ASE-Mitarbeiter in Führungspositionen: Stickney übernahm den Vorsitz im Verwaltungsrat der Klotener AG, Marketing-Fachmann Piper bekam das Amt des Vizepräsidenten übertragen, Strumm brachte seine sportliche Kompetenz ein. Im März 2016 wurde das ASE-Vorhaben bekannt, den Club nach einem Jahr wieder zu verkaufen. Im April 2016 kehrte der Club zu seinem ursprünglichen Namen EHC Kloten zurück, um die Verbindung mit der Region zu stärken und an «alte Zeiten» anzuknüpfen. Der Unternehmer Hans-Ulrich Lehmann übernahm im Mai 2016 den Club von der ASE.

### Abstieg in die Swiss League
Nach dem Weggang von Sean Simpson nach Abschluss der Saison 2015/16 wurde im Juni 2016 der Finne Pekka Tirkkonen als neuer Cheftrainer eingestellt. Unter Tirkkonens Leitung gewannen die Klotener im Februar 2017 zum ersten Mal den Schweizer Cup (5:2-Finalsieg über Genève-Servette). Am 16. Oktober 2017 wurden Trainer Tirkkonen und Sportchef Pascal Müller entlassen. Damit reagierte die EHC-Führung auf den schwachen Saisonstart, der Kloten mit elf Niederlagen in 13 Spielen ans Tabellenende befördert hatte. Nachfolger wurde Kevin Schläpfer. Am 1. April 2018 trat mit Pascal Signer ein neuer Geschäftsführer als Nachfolger von Matthias Berner seinen Dienst an. Anfang April 2018 befand sich der EHC in arger Abstiegsnot und beurlaubte Schläpfer, die Nachfolge bis zum Ende des Spieljahres 2017/18 trat André Rötheli an. Auch dieser Trainerwechsel verhinderte den Abstieg nicht. In der Ligaqualifikation verlor die Mannschaft gegen die SC Rapperswil-Jona Lakers. Somit endete die seit 1962 andauernde, ununterbrochene Erstligazugehörigkeit nach 56 Jahren mit dem Abstieg aus der National League.
Anfang März 2019 wurde Trainer André Rötheli als Folge einer 0:6-Niederlage gegen Langenthal entlassen. Durch die Niederlage war der EHC im Playoff-Viertelfinal mit 1:3-Siegen in Rückstand geraten. Bis zum Saisonende 2018/19 übernahm das Gespann Felix Hollenstein/Waltteri Immonen/Beat Equilino die Betreuung der Mannschaft. Der Trainerwechsel änderte nichts mehr am Viertelfinalaus, der EHC scheiterte mit 1:4-Siegen an Langenthal, das später Meister der Swiss League wurde. Im April 2019 gab Kloten die Verpflichtung des Langenthaler Meistertrainers Per Hånberg bekannt. Im Frühjahr 2019 nahm Hans-Ulrich Lehmann seinen Abschied als Verwaltungsratspräsident der Betreibergesellschaft EHC Kloten Sport AG, neuer Vorsitzender wurde der Unternehmer Rolf Tresch.
In der Saison 2019/20 festigte der EHC Kloten sich als Spitzenmannschaft in der Swiss League. So konnte man nach einer erfolgreichen Ligaqualifikation vom ersten Platz aus in die Playoffs starten. Den Viertelfinal konnte man mit 4:1 (nach Spielen) gegen die GCK Lions gewinnen, wobei die letzte Partie aufgrund der Covid-19-Pandemie unter Ausschluss der Öffentlichkeit ausgetragen wurde. Die restlichen Runden wurden daraufhin abgesagt und die Saison ohne Schweizer Meister beendet.
In der Saison 2020/21 erreichte Kloten den Final der Swiss League, dort unterlag man HC Ajoie.

### Wiederaufstieg
In der Saison 2021/22 besiegte der EHC Kloten in der Finalserie der Swiss-League-Playoffs den EHC Olten, womit vier Jahre nach dem Abstieg der Wiederaufstieg in die National League gelang. 2022 endete die Amtszeit von Patrik Bärtschi als Sportdirektor, Nachfolger wurde Anfang November 2022 Larry Mitchell. Das Amt des EHC-Geschäftsführers trat der ehemalige Unihockeyspieler Anjo Urner an. Im März 2023 beendete Trainer Jeff Tomlinson seine zweijährige Arbeit in Kloten aus gesundheitlichen Gründen. Als neuer Trainer wurde Gerry Fleming eingestellt.
Fleming wurde im November 2023 entlassen, als die Mannschaft auf dem vorletzten Tabellenrang stand. Sportdirektor Mitchell übernahm vorerst das Traineramt. Ende Januar 2024 kam der Südtiroler Stefan Mair als neuer Trainer. Nach einer schwierigen Spielzeit 2023/24 trennte sich der EHC von Sportdirektor Mitchell, dem unter anderem Fehler in der Personalpolitik vorgeworfen wurden.

## Bedeutende Trainer
- Vladimír Kobera,  Meistertrainer 1967
- Conny Evensson, Meistertrainer 1993, 1994
- Alpo Suhonen, Meistertrainer 1995, 1996
- Wladimir Jursinow, 1998 bis Oktober 2004
- Anders Eldebrink, 2005 bis Mai 2012
- Felix Hollenstein, 2013 bis 2014 (2004–2012 Assistenztrainer)
- Sean Simpson, Dezember 2014 bis Mai 2016
- Jeff Tomlinson, 2021 bis 2023

## Spieler

### Kader der Saison 2024/25

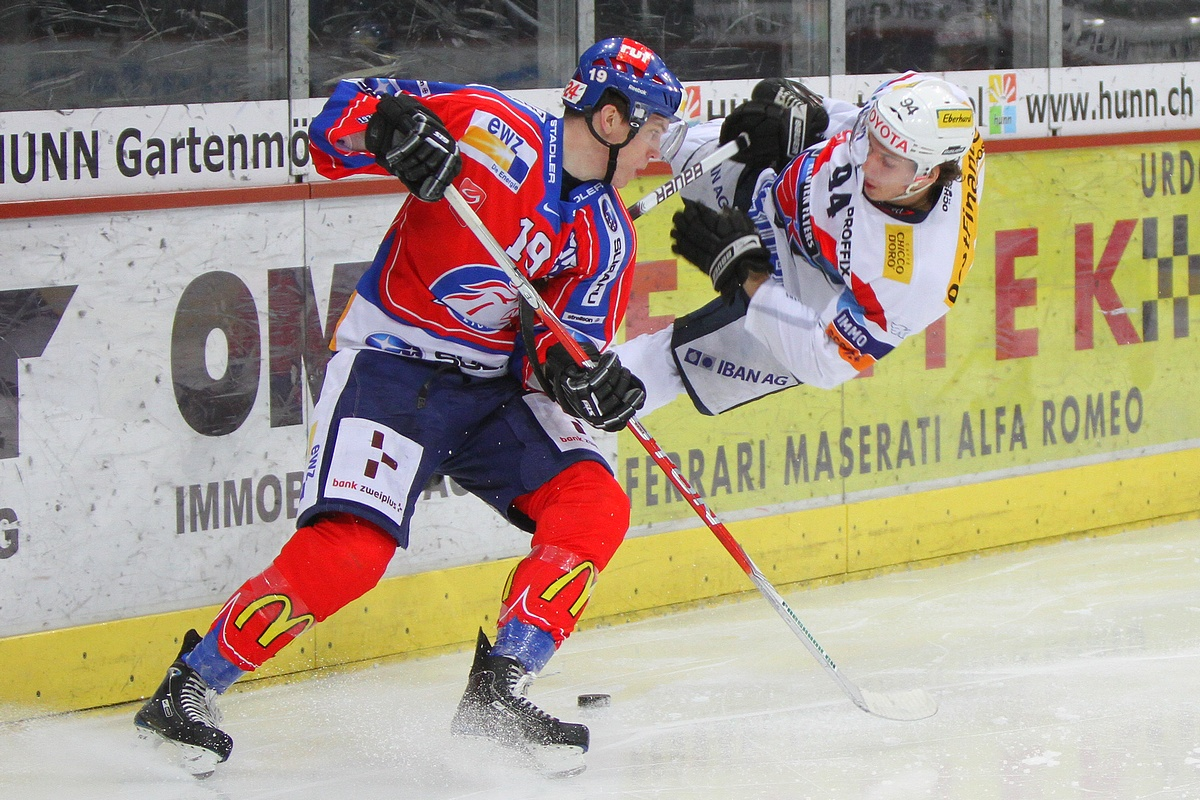
Samuel Walser (re.), Februar 2011

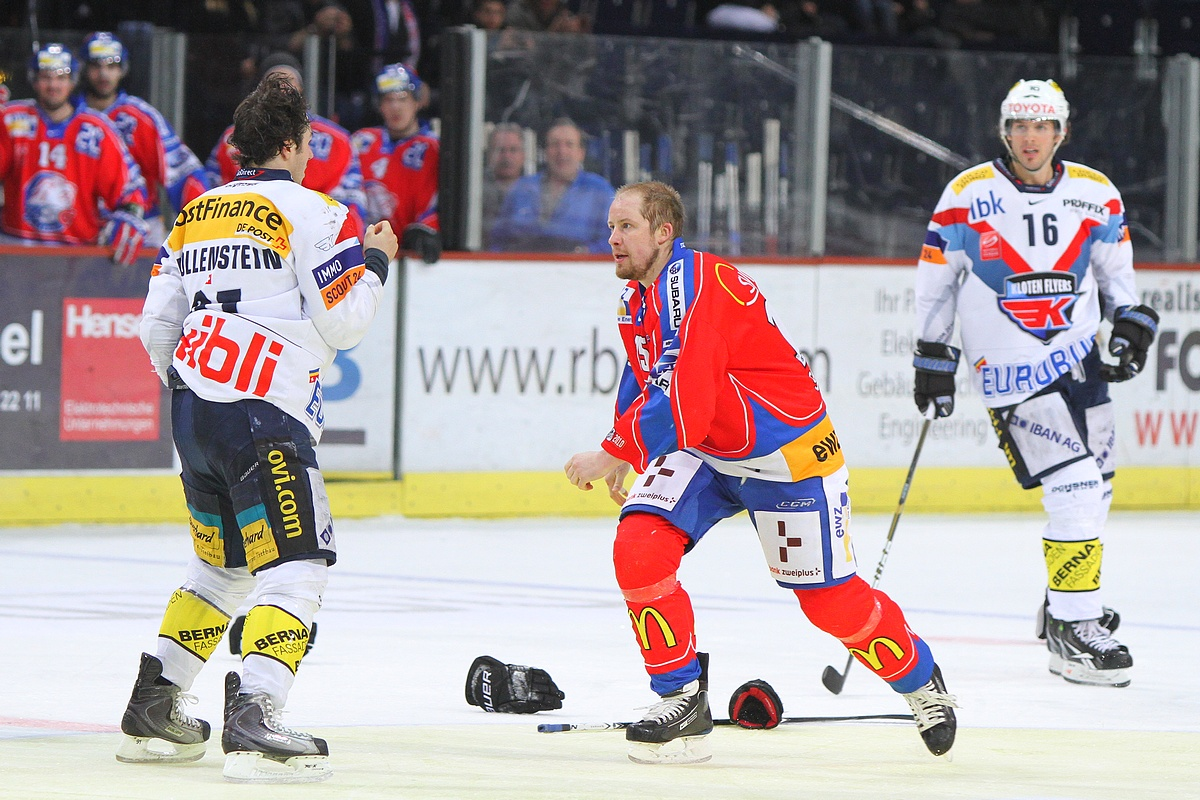
Denis Hollenstein (li.) und Mark Bell (re.)

Stand: 1. Juli 2025
| Nr. | Nat.               | Spieler                | Pos. | Geburtsdatum       | im Team seit | Geburtsort                        |
| --- | ------------------ | ---------------------- | ---- | ------------------ | ------------ | --------------------------------- |
| 29  | Italien            | Davide Fadani          | G    | 3. Februar 2001    | 2025         | Mailand, Italien                  |
| 70  |                    | Ewan Huet              | G    | 8. Februar 2005    | 2025         | Lausanne, Schweiz                 |
| 35  | Schweiz            | Ludovic Waeber         | G    | 19. August 1996    | 2024         | Freiburg im Üechtland, Schweiz    |
| 9   | Schweiz            | Noah Delémont          | D    | 7. Februar 2002    | 2025         | Biel/Bienne, Schweiz              |
| 77  | Schweiz            | Leandro Hausheer       | D    | 20. März 2003      | 2025         | Zürich, Schweiz                   |
| 19  | Schweiz Osterreich | Steve Kellenberger – C | D    | 6. Februar 1987    | 2014         | Bülach, Schweiz                   |
| 31  | Tschechien         | Lukáš Klok             | D    | 7. Juni 1995       | 2025         | Ostrava, Tschechien               |
| 55  | Schweden           | Max Lindroth           | D    | 24. August 1996    | 2025         | Sävedalen, Schweden               |
| 41  | Schweiz            | Leandro Profico        | D    | 28. Februar 1990   | 2023         | Chur, Schweiz                     |
| 18  | Schweiz            | Dario Sidler           | D    | 4. Juni 2003       | 2024         | Schweiz                           |
| 95  | Schweiz            | Nicholas Steiner       | D    | 28. Juni 1991      | 2018         | Eggiwil, Schweiz                  |
| 16  | Osterreich         | Bernd Wolf             | D    | 23. Februar 1997   | 2024         | Wien, Österreich                  |
| 11  | Schweiz            | Keanu Derungs          | LW   | 27. April 2002     | 2022         | Ilanz, Schweiz                    |
| 93  | Schweiz            | Nolan Diem             | C    | 21. September 1993 | 2024         | Herisau, Schweiz                  |
| 10  | Kanada             | Brandon Gignac         | C    | 7. November 1997   | 2025         | Repentigny, Québec, Kanada        |
| 53  | Schweiz            | Cyril Keller           | C    | 10. Juli 2006      | 2019         | Schweiz                           |
| 89  | Schweiz            | Kimi Körbler           | RW   | 25. September 2006 | 2025         | Davos, Schweiz                    |
| 82  | Finnland           | Robert Leino           | C    | 14. April 1993     | 2025         | Hämeenlinna, Finnland             |
| 92  | Schweiz            | Rafael Meier           | W    | 10. Mai 2005       | 2023         | Bülach, Schweiz                   |
| 71  | Schweiz            | Simon Meier            | C    | 10. Mai 2005       | 2025         | Bülach, Schweiz                   |
| 88  | Schweiz            | Dario Meyer            | RW   | 20. November 1996  | 2021         | Bern, Schweiz                     |
| 86  | Kanada             | Tyler Morley           | C    | 19. Dezember 1991  | 2023         | Burnaby, British Columbia, Kanada |
| 90  | Finnland           | Petteri Puhakka        | W    | 11. April 2001     | 2025         | Pyhäjoki, Finnland                |
| 14  | Schweiz            | Mischa Ramel           | C    | 2. September 2003  | 2021         | Schweiz                           |
| 62  |                    | Harrison Schreiber     | C    | 6. Juli 2001       | 2021         | New York City, New York, USA      |
| 91  | Schweiz            | Reto Schäppi           | LW   | 27. Januar 1991    | 2024         | Horgen, Schweiz                   |
| 28  | Schweiz            | Axel Simic             | C    | 27. Januar 1999    | 2022         | Gumefens, Schweiz                 |
| 27  | Lettland           | Deniss Smirnovs        | C    | 7. März 1999       | 2023         | Riga, Lettland                    |
| 72  | Schweiz Finnland   | Keijo Weibel           | W    | 29. November 2000  | 2024         | Bern, Schweiz                     |

### Meisterkader
1966/67
| Werner Buchser, Walter Wipf, Jürg Lott, Ueli Lüthi, Urs Lott, Peter Lüthi, Gabriel Weber, Walter Keller, Marcel Hubler, Heinz Lüthi, Fritz Altorfer, Emil Fäh, Richard Fehr, Hanspeter Rufer, Hans Späth, Walter Frei Trainer: Vladimír Kobera |

1992/93
| Claudio Bayer, Reto Pavoni – Martin Bruderer, Anders Eldebrink, Marco Klöti, Martin Kout, Fausto Mazzoleni, Roger Sigg, Daniel Sigg, Daniel Weber – Robin Bauer, Manuele Celio, Bruno Erni, Oliver Hoffmann, Felix Hollenstein, Mikael Johansson, Roger Meier, Benjamin Müller, Sacha Ochsner, André Rufener, Peter Schlagenhauf, Thomas Steger, Roman Wäger Trainer: Conny Evensson, Assistenztrainer: Ernst Bruderer |

1993/94
| Claudio Bayer, Reto Pavoni – Martin Bruderer, Anders Eldebrink, Marco Klöti, Marco Knecht, Martin Kout, Fausto Mazzoleni, Daniel Sigg, Daniel Weber – Manuele Celio, Patric Della Rossa, Michael Diener, Bruno Erni, Oliver Hoffmann, Felix Hollenstein, Mikael Johansson, Daniel Knecht, Roger Meier, Sacha Ochsner, Peter Schlagenhauf, Roman Wäger Trainer: Conny Evensson, Assistenztrainer: Ernst Bruderer |

1994/95
| Matthias Müller, Reto Pavoni – Daniel Sigg, Anders Eldebrink, Felix Hollenstein, Mikael Johansson, Roman Wäger, Martin Bruderer, Marco Klöti, Bruno Erni, Roger Meier, Oliver Hoffmann, Martin Kout, Marco Bayer, Matthias Holzer, Sacha Ochsner, Manuele Celio, Daniel Weber, Robin Bauer, Patric Della Rossa, Michael Diener, Daniel Knecht, Patrick Galig, Martin Plüss Trainer: Alpo Suhonen, Assistenztrainer: Ernst Bruderer |

1995/96
| Matthias Müller, Reto Pavoni – Martin Bruderer, Marco Klöti, Felix Hollenstein, Mikael Johansson, Roman Wäger, Marco Bayer, Daniel Weber, Frédéric Rothen, Charles Berglund, Matthias Holzer, Björn Schneider, Michael Kress, Bruno Erni, Manuele Celio, Oliver Hoffmann, Daniel Sigg, Marc Ochsner, Patric Della Rossa, Michael Diener, Martin Plüss, Roger Meier, Sacha Ochsner, Patrick Galig Trainer: Alpo Suhonen, Assistenztrainer: Ernst Bruderer |

### Vereinsinterne Rekorde
Stand: 15. April 2024
| Bestmarken während der Teamzugehörigkeit (inkl. Playoff, Swiss Cup, etc.) |                                                  |             |
| Kategorie                                                                 | Name                                             | Anzahl      |
| Meiste Spiele                                                             | Steve Kellenberger Romano Lemm Marco Klöti       | 835 714 687 |
| Meiste Tore                                                               | Roman Wäger Peter Schlagenhauf Felix Hollenstein | 405 305 282 |
| Meiste Vorlagen                                                           | Felix Hollenstein Kimmo Rintanen Tommi Santala   | 375 365 308 |
| Meiste Punkte                                                             | Roman Wäger Felix Hollenstein Kimmo Rintanen     | 704 657 607 |

### Nicht mehr zu vergebende Trikotnummern
- # 4  Marco Klöti, Verteidiger 1992–2007[44]
- # 7  Peter Schlagenhauf, Flügelstürmer 1977–1994
- # 20  Reto Pavoni, Torhüter 1989–2002
- # 21  Roman Wäger, Flügelstürmer 1971–1998
- # 22  Victor Stancescu[45], Center 2001–2015
- # 24  Felix Hollenstein, Flügelstürmer 1985–2002, Assistenztrainer 2004–2012, Cheftrainer 2013–2014
- # 26  Mikael Johansson, Center 1992–1997
- # 32  Anders Eldebrink, Verteidiger 1990–1995, Trainer 2005–2012

### Bekannte ehemalige Spieler
| - Patrik Bärtschi - Mark Bell - Severin Blindenbacher - Aris Brimanis - Patrice Brisebois - Curtis Brown - Damien Brunner - Marco Bührer - Manuele Celio - Radek Hamr - Jeff Halpern - Glenn Hicks | - Jaroslav Hlinka - Felix Hollenstein - Jussi Jokinen - Olli Jokinen - Marko Kiprusoff - Brooks Laich - Markus Lindemann - Sven Lindemann - Jürg Lott - Urs Lott - Heinz Lüthi - Peter Lüthi | - Ueli Lüthi - Jöri Mattli - Andrew McKim - Bob Mongrain - Mirco Müller - Kent Nilsson - Martin Plüss - Deron Quint - David Reinbacher - Pavel Richter - Kimmo Rintanen - Frédéric Rothen | - Dmitri Schamolin - Andreas Schlagenhauf - Peter Schlagenhauf - Tobias Stephan - Jakub Šindel - David Tanabe - Chris Tancill - Romano Uebersax - Adrian Wichser - Walter Wipf - Roman Wick - Ross Yates |